# Moby Dick (regény)

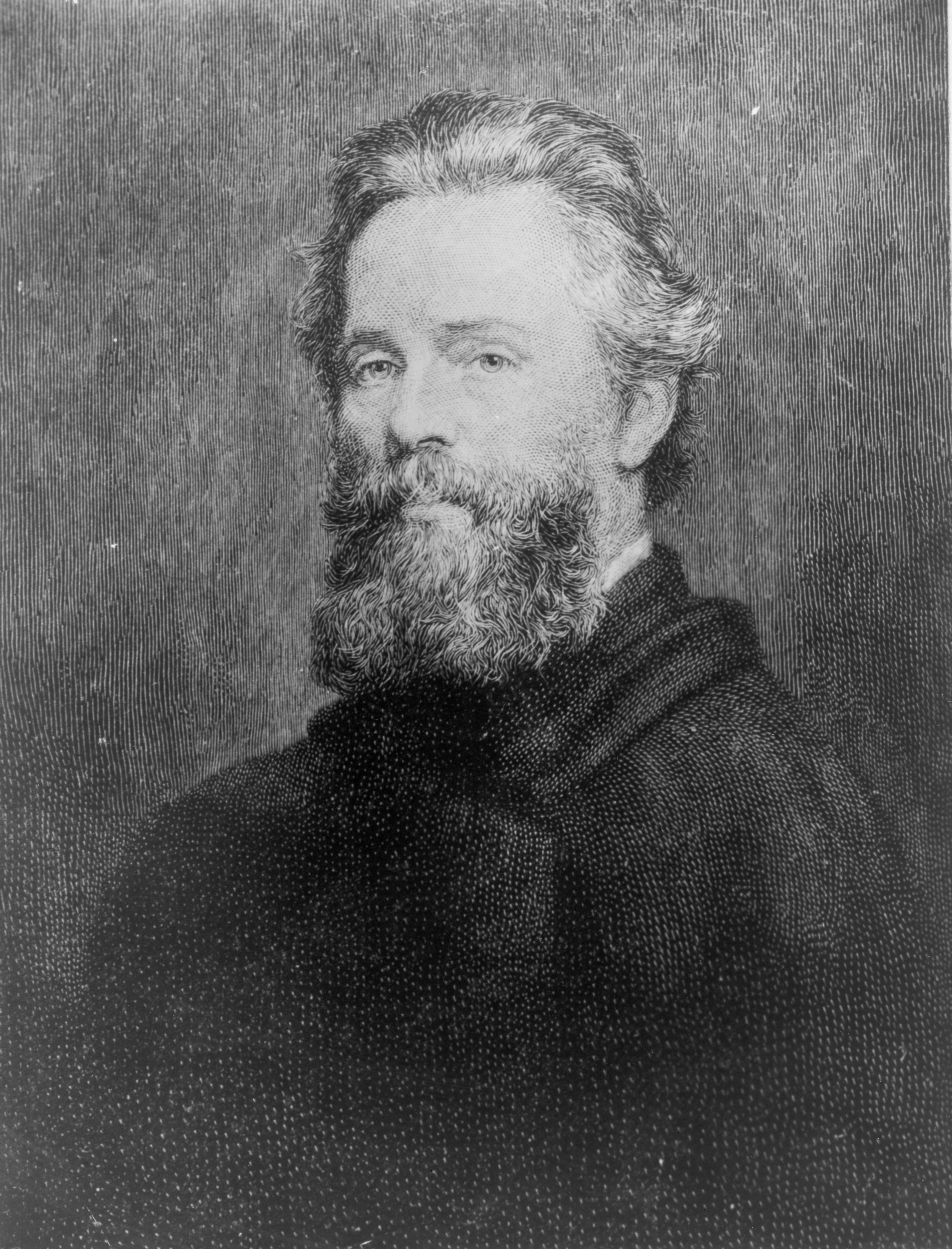
Herman Melville

A Moby Dick Herman Melville amerikai író 1851-ben megjelent regénye.
A regény első kiadása 1851 januárjában jelent meg Londonban, az amerikai kiadás fél évvel ezt követően látott napvilágot.
Thomas Henry Huxley, Aldous Huxley író nagyapja, a 19. század egyik angol bölcselője így írt a könyvről: „Könyvtáramban külön polcon gyűjtöm azokat a titáni műveket, amelyeket magasröptű szellemiségük és fenségességük tesz oly becsessé". Egyike azon könyveknek, amelyeket gyakran említenek, mint az esetleges Nagy amerikai regény.

## Cselekmény
Ahab kapitány a Pequod nevű bálnavadászhajó parancsnoka, melyen a legyőzött ellenségek csontjainak gyűjteménye látható kitűzve trófeaként. A parancsnok régi álma, hogy elejtse Moby Dicket, a fehér bálnát. A bálna valójában egy ámbráscet, melyről túl sokat nem lehet tudni. Tekintélyes méretű, színe hófehér, homloka barázdált és egy magasabb púppal is rendelkezik. Állítólag már többen próbálták levadászni, de rendre megmenekült a bálnavadászoktól, akiknek a legendái szerint a több alakban is előforduló hatalmas bálna halhatatlan, s több alkalommal figyelemreméltó intelligenciáról tett tanúbizonyságot. Ahab kapitány mindezek ellenére célul tűzi ki a Moby Dickkel való leszámolást.

## Szereplők
- Ishmael
- Elijah
- Ahab
- Boomer kapitány
- Moby Dick
- Starbuck
- Stubb
- Flask
- Queequeg
- Tashtego
- Daggoo
- Fedallah

## Magyar kiadások
- Dráma a tengeren, 1-2.; fordította: Braun Soma; Saly, Budapest, 1929
- Moby Dick, a fehér bálna – regény; fordította, utószót írta: Szász Imre, jegyzetek: Karig Sára, illusztrációk: Köpeczi Bócz István; Móra, Budapest, 1958
- Moby Dick; fordította: Szász Imre, Szépirodalmi, Budapest, 1963 (teljes)
- Moby Dick; fordította: Hornyik György; Forum, Újvidék, 1972 (Panoráma sorozat)
- Moby Dick, vagy A fehér bálna; fordította: Szász Imre, utószó: Tóth Csaba; Európa, Budapest, 1989 (A világirodalom klasszikusai)
- Moby Dick, a fehér bálna; fordította: Kovácsné Kliment Emilia; átdolgozott, rövidített kiadás; Új Ex Libris, Budapest, 2005 (Klasszikus ifjúsági regénytár)
- Moby Dick; átdolgozta: Lance Stahlberg, illusztrációk: Lalit Kumar Singh, fordította: Németh Dorottya, Diószegi Dorottya; Ventus Libro, Budapest, 2011 (Klasszikusok képregényben)
- Moby Dick; átdolgozta: Kathleen Olmstead, illusztrációk: Eric Freeberg, fordította: Farkas Krisztina; Alexandra, Pécs, 2012 (Klasszikusok könnyedén)
- Moby Dick. 3. szint; átdolgozta: María Asensio, illusztrációk: Francesc Rafols, fordította: Wágner Mária Napraforgó, Budapest, 2015 (Olvass velünk!)

## Feldolgozásai
- Moby Dick—Rehearsed, Orson Welles kétfelvonásos drámája
- John Huston 1956-os filmje: Moby Dick
- Franc Roddam 1998-as filmje
- Trey Stokes 2010-es filmje
- Tom & Jerry Dicky Moe c. epizód
- A tenger szívében – Ron Howard 2015-ös filmje